# Robert Gulya
Dans le nom hongrois Gulya Róbert, le nom de famille précède le prénom, mais cet article utilise l’ordre habituel en français Róbert Gulya, où le prénom précède le nom.
Robert Gulya, né à Gyöngyös le 10 novembre 1973, est un compositeur hongrois. Il écrit de la musique contemporaine et de la musique de film.

## Biographie
Robert Gulya fait ses études à l’Université de musique Franz-Liszt de Budapest, à l’Académie de musique et d'arts du spectacle de Vienne et à l’Université de Californie à Los Angeles. Il compose plusieurs œuvres pour la guitariste autrichienne Johanna Beisteiner, comme un Concert pour guitare et orchestre. Robert Gulya est le fondateur et propriétaire de l’entreprise Interscore LTD.

## Récompenses et distinctions
- 1995 : Premier prix de International Summer Academy Prague-Vienna-Budapest[4] (Autriche)
- 1996 : Prix Albert Szirmai, Budapest (Hongrie)
- 1997 : Troisième prix de International Composer’s Competition In Memoriam Zoltán Kodály[5], Budapest (Hongrie)
- 2008 : AOF Film Festival, États-Unis : Best Score Feature[6] pour la musique du film Atom Nine Adventures (États-Unis 2007, réalisateur: Christopher Farley)
- 2014: Cannes Corporate Media & TV Award de la Meilleure musique pour Where the World Unfolds[7].

## Liste des œuvres (incomplète)

### Musique classique contemporaine
- 1995 : Burlesque pour tuba et piano
- 1996 : Mémoire d’un monde perdu – une histoire de l’Atlantide mythique pour orchestre et chœur
- 1997 : Concert pour piano et orchestre No. 1
- 2000 : Danse des feés pour guitare seule
- 2000 : Concert pour tuba et orchestre
- 2001 : La voix du dauphin pour piano
- 2005 : Humeurs pour quintette de cuivres
- 2006 : Capriccio pour guitare et piano
- 2007 : Préludes du ciel étoilé pour guitare seule
- 2008 : Le Milonguero et la Muse (Tango), première version our guitare et orchestre à cordes (musique pour le clip vidéo du même nom)
- 2009 : Concert pour guitare et orchestre. Exemple du premier mouvement joué en direct en 2009 à Budapest par Johanna Beisteiner et l’Orchestre Symphonique de Budapest sous la direction de Béla Drahos (Vidéo publié en 2010 par Gramy Records)
- 2009 : Le Milonguero et la Muse (Tango), seconde version pour flûte, guitare et orchestre à cordes.Exemple de ce tango joué en direct en 2009 par Béla Drahos, Johanna Beisteiner et l’Orchestre symphonique de Budapest (vidéo publiée en 2010 par Gramy Records)
- 2010 : Valse pour guitare seule

### Musique de film
- Truce (États-Unis 2004, réalisateur : Matthew Marconi)
- The Boy Who Cried (États-Unis 2005, réalisateur : Matt Levin)
- S.O.S. Love! (Hongrie 2007, réalisateur : Tamás Sas)
- Atom Nine Adventures (États-Unis 2007, réalisateur : Christopher Farley)
- 9 and a half dates (Hongrie 2007, réalisateur : Tamás Sas)
- Themoleris (Hongrie 2007, réalisateur : Balázs Hatvani)
- Bamboo Shark (États-Unis 2008; réalisateur : Dennis Ward)
- Outpost (États-Unis 2008; réalisateur : Dominick Domingo)
- Made in Hungaria (Hongrie 2008, réalisateur : Gergely Fonyo)
- Illusions (Hongrie 2009, réalisateur : Zsolt Bernáth)
- Night of Singles (Hongrie 2010, réalisateur : Tamás Sas)
- Truly Father (Hongrie 2010, réalisateur : Emil Novák)
- Thelomeris (Hongrie 2011, réalisateur : Balázs Hatvani). Exemple.
- Gingerclown (Hongrie 2013, réalisateur : Balázs Hatvani)
- Tom Sawyer & Huckleberry Finn (États-Unis 2014, réalisateur : Jo Kastner)

## Discographie (incomplète)
Liste d'albums avec des œuvres de Robert Gulya:

### Disques compacts
- 1997 : Winners of the First International Composers Competition[8] (Kodály Foundation, CD BR 0156, Budapest, Hongrie): avec le Concert pour piano et orchestre No. 1 de Gulya
- 2001 : Johanna Beisteiner - Dance Fantasy: avec Danse des fées pour guitare seule de Gulya
- 2004 : Johanna Beisteiner - Between present and past: avec le Capriccio pour guitare et piano de Gulya
- 2007 : Atom Nine Adventures (Original Motion Picture Soundtrack), Exemples sur Moviescore Media
- 2007 : S.O.S. Love (Original Motion Picture Soundtrack)[9]

### DVD
- 2010 : Johanna Beisteiner - Live in Budapest : avec la première mondiale du Concert pour guitare et orchestre et le tango Le Milonguero et la Muse par Johanna Beisteiner et l’ Orchestre symphonique de Budapest sous la direction de Béla Drahos